# 31020 Скарупа
31020 Скарупа (31020 Skarupa) — астероїд головного поясу, відкритий 17 березня 1996 року.
Тіссеранів параметр щодо Юпітера — 3,040.